# スティーヴンス (DD-479)
スティーヴンス（USS Stevens, DD-479）は、アメリカ海軍の駆逐艦。フレッチャー級。艦名はトマス・H・スティーブンス・ジュニア少将と彼の父であるトマス・H・スティーブンス大尉にちなんで名付けられた。

## 艦歴
「スティーヴンス」は、サウスカロライナ州ノース・チャールストンのチャールストン海軍工廠で1941年12月30日に起工し、1942年6月24日にローランド・カーティン夫人とフレデリック・スティーブンス・ヒックス夫人によって進水。1943年2月1日に艦長フランク・H・ボールの指揮下就役した。

### 1943年
「スティーヴンス」は、水上機運用のために航空機用カタパルトの装備が計画され、実際にカタパルトを装備したフレッチャー級駆逐艦の1隻である。カタパルトと航空機用クレーンは２番煙突の後ろに装備された。通常は連装40ミリ対空砲が装備されていた場所に搭載したため、砲は艦尾の爆雷軌条前に移動した。この水上機は駆逐艦隊の偵察機として使用される予定だったが、運用上適していないことが分かり、「スティーヴンス」を含むカタパルトを装備した3隻の船は最終的にカタパルトを撤去し標準的な構成となった。
「スティーヴンス」は1943年の春に大西洋での試運転を完了し、輸送船団の護衛任務を行った後、 7月26日にパナマ運河を通過し、翌日バルボア港で停泊した後、7月28日に出港しハワイへ向かい、8月9日に真珠湾に入港した。
8月下旬、第15任務部隊の空母を護衛しギルバート諸島に向かった。この任務部隊の空母はギルバート諸島に上陸する前に空襲を行った。31日にマーカス島、9月18日にタラワを空襲した。「スティーヴンス」は、10月5日と6日のウェーク島への空襲を前に部隊と別れ6日に西海岸に向かった。

### 1944年
1944年1月末から第5艦隊に加わり、火力支援部隊である第52.8任務群（TG 52.8）に所属し、1944年1月30日から2月6日の、クェゼリンの戦いに参加した。クェゼリン島上陸前に島を砲撃し、海兵隊が上陸した後も必要がなくなるまで火力支援を行った。
しかし、「スティーヴンス」の第5艦隊での任務はすぐに終わり、1944年2月4日にクェゼリンを出発し、2月8日から13日までエリス諸島のフナフティ島に寄港。その後、駆逐艦「ラング」「ホーガン」「ハミルトン」「スタンスバリー」とともに輸送分隊24と26を護衛し、3日後にガダルカナル島のコリポイント沖に到着。 2月19日、攻撃輸送艦「デュページ」、攻撃貨物輸送艦「アクエリアス」「アルマーク」とガダルカナル島を出発してニューカレドニアに向かい月22日にヌメアに到着した。港で4日間過ごした後、潜水艦とともにソロモン諸島に戻った。 3月4日、ツラギ港に入港し、フロリダ島のパービス湾で燃料を補給した後、エファテ島へ向かい3月5日にポート・ハバナに入港した。
エファテで10日間過ごした後、「スティーヴンス」は第37任務部隊と共に出撃し、ニューアイルランド島北西部のカビエンを砲撃した。 この地域への攻撃は、ラバウルにある日本軍基地をフィリピンを北上するための基地にする必要があった。しかし、アドミラルティ諸島の一部を占領しラバウルを孤立化し無力化させることでラバウルの日本軍基地を占領する必要が無くなった。また、航空作戦が順調に進んでいるため、カビエンを占領しなくても、ラバウルの日本軍基地を無力化できると考えた。その結果、第37任務部隊の砲撃が作戦の唯一の段階となったが、日本軍の士気を低下させることに成功した。
「スティーヴンス」は1944年3月25日にエファテ島に戻り、約2週間留まった。 4月5日、第25駆逐戦隊と共にニューギニア島の東を航行した。ミルン湾とサデスト岬に寄港した後、4月19日にクレチン岬沖で第77.4任務部隊と合流し、ホーランジアの戦いに参加した。部隊はニューギニアのホーランジア上陸地点に向かい、4月22日に分かれ、「スティーヴンス」は西部の増援部隊を護衛し、その部隊がタナメラ湾に上陸するのを援護した。1944年4月30日にホーランジアを出発し、ニューギニアの東海岸を下り、ソロモン諸島に向かい、5月10日にパービス湾に入った。
約1か月間、「スティーヴンス」はソロモンに留まり、護送船団の護衛や戦闘訓練などを行った後、1944年6月4日にマーシャル諸島に向かった。8日にクェゼリン島に到着し、12日まで哨戒任務を行いエニウェトクへ向かった。6月28日にラグーンに入り7月17日まで停泊した。その後第58任務部隊と共にグアムの上陸地点まで向かった。上陸日の7月21日、早朝にグアム沖に到着し、朝7時に上陸部隊が島に上陸した時に艦砲射撃で支援した。7月26日に出発するまで上陸したアメリカ軍と海兵隊を支援するため火力支援を行った。
7月30日にエニウェトクに戻り、翌日ガダルカナル島に向かった。8月5日にガダルカナル島に到着し、翌日エスピリトゥサント島に向かった。「スティーヴンス」は8月14日にエスピリトゥサントを出発し、2日後にパービス湾に停泊した。 7月17日ニューギニアに向かった。7月21日にフンボルト湾に到着し、その後マフィン湾に行って戻った。9月7日、フンボルト湾を出港しアイタぺへ向かった。アイタペで第77任務部隊に加わり、9月10日、東インド諸島のモロタイ島で任務部隊と共に出撃した（モロタイ島の戦い）。 5日後、上陸部隊がモロタイ島に上陸したものの、日本軍の抵抗はなかった。輸送船が人員と装備を降ろしている間、付近のパトロールを行った。その日の午後、オーストラリア海軍の輸送艦「マノーラ」「カニンブラ」を護衛しニューギニアへ向かった。この船団は9月18日にフンボルト湾に到着した。そして翌日、モロタイ島に行くの別の船団の護衛として駆逐艦「マッキー」と共に加わった。モロタイ島に戻ると、9月23日から10月3日まで島の近辺での哨戒任務を行い、その間に日本軍の航空攻撃を撃退した。10月3日、「スティーヴンス」は「ラング」と共にモロタイを出港し、2日後にフンボルト湾に入港した。
10月16日、「スティーヴンス」は第78.6任務群の護衛として出港した。 6日間の航海の後、護送船団はレイテ湾に到着し、給油を行った後ニューギニアに戻る第78.1任務群を護衛した。 また、1944年10月28日から12月9日の間に、ニューギニア地域からレイテ湾に向かう3つの輸送船団を護衛した。

### 1945年
その後、ホーランジアを経由してレイテ島に戻り、2月13日から3月4日までそこに留まった。そして1944年12月20日から23日まで、貨物輸送艦「ルティキュラス」（AK-113）をサマール島のギワンまで護衛し、レイテ島に戻った。 1944年12月27日から1945年1月1日にかけて、ミンドロ島の補給部隊（第78.3.15任務隊）を護衛し、その際に日本軍の飛行機からの攻撃をうけ、3機を撃墜した。また、1月13日、リンガエン湾への補給部隊の船団を護衛をしている最中、6機の日本軍機に攻撃され、 4機を船団の対空砲火により撃墜した。
補給部隊の船団は1月13日にリンガエン湾に到着し、1月18日まで哨戒任務を行いつつ、火力支援が行えるように待機した。 そして1月23日にレイテ島に帰港した。
2月2日、任務部隊に合流し、2月5日にサンペドロ湾まで護衛した後、レイテ島のジュラグ沖で別の任務部隊に合流した。この部隊をリンガエン湾まで護衛し、2月9日に到着した。
3月6日にフィリピンに戻り、ルソン島のマニラ湾に入港した。そして9日にリンガエン湾に向かい12日到着した。 そして3月13日から15日まで、駆逐艦「フレイジャー」と共に撃墜されたB-24の乗員の捜索を行った。そこで6人の乗員を救助した後、3月16日に第72.4任務群と合流するため「フレイジャー」と別れた。途中ミンドロ島のマンガリン湾で給油し、軽巡洋艦「クリーブランド」、駆逐艦「コンウェイ」「イートン」とともに3月18日から20日までパナイ島のイロイロに上陸を支援するために出港した。20日にパナイ島を占領した後、3月21日にミンドロ島に到着した。
4月14日、ミンダナオ島上陸作戦に参加するために、第74.2任務群と共に出港した。4月17日にミンダナオ島のポロック港に到着し、上陸地点での火力支援を4月19日まで行った。その後4月21日にルソン島のスービック湾に戻り、8日間停泊した。 4月29日に出発し、5月1日にミンダナオのダバオ湾に到着した。 5月3日からサンタクルスの掃海部隊を支援し、火力支援を行っていた軽巡洋艦「デンバー」を護衛した。その日のうちにルソン島のスービック湾へ向け出発し、5月6日に到着した。その後1ヶ月間、マニラ湾やスービック湾周辺で、演習を行ったり修理を受けたりした。
6月7日、ボルネオ侵攻を支援するために第74.2任務群としてフィリピンを出発した。 6月9日から11日まで、支援部隊としてボルネオ島のブルネイ湾を哨戒した。 そして6月12日と13日にタウイタウイに寄港した後、6月15日にボルネオ島のバリクパパンに到着した。6月15日から17日まで、掃海艇を支援し、17日にはクランダサンの海岸に艦砲射撃を行った。6月19日にも別の場所に艦砲射撃を行った。また、6月21日～23日に海岸の砲台と交戦し、そのうち二つの砲台を破壊した。上陸部隊が7月1日に上陸した際には、対空射撃なので部隊を援護した。翌日フィリピンのレイテ湾に向かった。
7月5日にサンペドロ湾に入り、1週間停泊した。 7月12日、サンペドロ湾を出港し、3日後にスービック湾に到着した。そして終戦までマニラ湾からスービック湾周辺で対潜水艦戦（ASW）などの演習を行った。
日本の降伏から約2週間後の1945年8月28日、第71.1任務部隊と共にスービック湾を出発し、 8月30日、駆逐艦「ベル」「バーンズ」（DD-588）と共に沖縄の中城湾に到着した。
2日後、修理のため韓国の仁川に向かい、9月10日に仁川に入港した。修理を終え、19日～20日まで、重巡洋艦「ニューオーリンズ」を中国の青島まで護衛し、青島で日本海軍の船の接収を9月29日まで手伝った。10月7日に第71.1.5任務隊と合流し、仁川に向かった。 5日間停泊した後、10月13日に連合軍の兵士を乗せアメリカ本土に向けて出発した。 10月19日にグアムに立ち寄り、ハワイへ向かい、オアフ島の真珠湾で2日間過ごした。 そこから西海岸に向かい、1945年11月7日にカリフォルニア州サンディエゴに到着した。

### 戦後
1945年11月8日、乗組員を降ろした後、ロサンゼルスのサンペドロに向かい、そこで第19予備艦隊に任務報告を行った後、オーバーホールを受けた。そして1946年7月2日に退役し、 1972年12月1日に海軍船籍簿から名前が削除されるまで太平洋予備艦隊に留まった。1973年11月27日、船体はオレゴン州ポートランドのズィデル社に廃棄のために売却された。

## 賞
「スティーヴンス」は、第二次世界大戦中の奉仕に対して9つの従軍星章を授与された。